# Kazimierz Górny (duchowny)
Kazimierz Górny (ur. 24 grudnia 1937 w Lubniu) – polski duchowny rzymskokatolicki, biskup pomocniczy krakowski w latach 1985–1992, biskup diecezjalny rzeszowski w latach 1992–2013, od 2013 biskup senior diecezji rzeszowskiej.

## Życiorys
Urodził się 24 grudnia 1937 w Lubniu. Brat księdza Stanisława Górnego. Od 1951 kształcił się w Niższym Seminarium Duchownym w Krakowie. Egzamin dojrzałości złożył w krakowskim II Liceum Ogólnokształcącym im. Króla Jana III Sobieskiego. W latach 1955–1960 studiował w Metropolitalnym Wyższym Seminarium Duchownym w Krakowie i jednocześnie odbywał studia filozoficzno-teologiczne na tamtejszym Papieskim Wydziale Teologicznym. Święceń prezbiteratu udzielił mu 29 czerwca 1960 biskup pomocniczy krakowski Karol Wojtyła. Na Papieskim Wydziale Teologicznym w Krakowie otrzymał licencjat z teologii biblijnej.
Pracował jako wikariusz w parafiach: Najświętszego Serca Pana Jezusa w Byczynie (1960–1961), św. Józefa Oblubieńca Najświętszej Maryi Panny w Ujsołach (1961–1963), Opatrzności Bożej w Bielsku-Białej (1963–1965) i św. Anny w Krakowie (1965–1970). W latach 1977–1984 był proboszczem parafii Wniebowzięcia Najświętszej Maryi Panny w Oświęcimiu i dziekanem dekanatu oświęcimskiego. Przyczynił się do powstania kościoła i parafii św. Maksymiliana w Oświęcimiu, którą administrował jako proboszcz od 1983. Wniósł także wkład w utworzenie klasztoru sióstr karmelitanek bosych, mieszczącego się obok hitlerowskiego obozu zagłady w Oświęcimiu. Od 1970 do 1977 był zatrudniony w kurii metropolitalnej w Krakowie. Zorganizował Wydział Duszpasterstwa Rodzin, którym kierował do 1977. W latach 1972–1977 jako sekretarz II Archidiecezjalnego Synodu Duszpasterskiego był odpowiedzialny za sprawy organizacyjne Synodalnych Zespołów Studyjnych. Został ustanowiony delegatem ds. duszpasterstwa chorych duchownych. Wszedł w skład rady wydziału duszpasterstwa (1971), rady kapłańskiej (1973) i komitetu roku świętego (1974). W 1983 otrzymał godność kapelana honorowego Jego Świątobliwości.
26 października 1984 został prekonizowany biskupem pomocniczym archidiecezji krakowskiej ze stolicą tytularną Pertusa. Święcenia biskupie otrzymał 6 stycznia 1985 w bazylice św. Piotra w Rzymie. Udzielił mu ich papież Jan Paweł II, któremu asystowali arcybiskup Eduardo Martínez Somalo, substytut ds. Ogólnych w Sekretariacie Stanu, i arcybiskup Duraisamy Simon Lourdusamy, sekretarz Kongregacji ds. Ewangelizacji Narodów. Jako zawołanie biskupie przyjął słowa „Omnia Tibi” (Wszystko Tobie). W archidiecezji pełnił funkcję wikariusza generalnego. Brał udział w pracach rady kapłańskiej, kolegium konsultorów i rady duszpasterskiej. Został ustanowiony kanonikiem krakowskiej kapituły archikatedralnej.
25 marca 1992 został przeniesiony na urząd biskupa diecezjalnego nowo utworzonej diecezji rzeszowskiej. Tego samego dnia objął ją kanonicznie w obecności biskupa Edwarda Białogłowskiego, zaś ingres do katedry rzeszowskiej odbył 11 kwietnia 1992. Jako biskup rzeszowski zorganizował struktury instytucji diecezjalnych. Jeszcze w 1992 utworzył kurię diecezjalną, Instytut Teologiczno-Pastoralny im. bł. Józefa Sebastiana Pelczara w Rzeszowie oraz powołał Kolegium Konsultorów, zaś w 1993 utworzył Wyższe Seminarium Duchowne w Rzeszowie. W 1996 ustanowił Radę Duszpasterską, w 1997 Sąd Biskupi i Muzeum Diecezjalne w Rzeszowie, a w 2002 rzeszowską kapitułę katedralną. Ponadto w 1992 utworzył diecezjalną Caritas, a w 1995 Akcję Katolicką. Zainicjował Synod Diecezji Rzeszowskiej, który rozpoczął się w 2001 roku. Utworzył media diecezjalne – Radio Via oraz periodyki: „Źródło Diecezji Rzeszowskiej”, „Niedziela Południowa”, „Droga Rzeszowska”, „Zwiastowanie”. Był przewodniczącym Rady Kapłańskiej i Rady ds. Ekonomicznych. 14 czerwca 2013 papież Franciszek przyjął jego rezygnację z obowiązków biskupa diecezjalnego diecezji rzeszowskiej. Ponadto do czasu kanonicznego objęcia urzędu przez następcę Jana Wątrobę zlecił mu pełnienie funkcji administratora apostolskiego diecezji.
W ramach Konferencji Episkopatu Polski w 1985 został członkiem Komisji ds. Duszpasterstwa Rodzin, która później została przemianowana na Radę ds. Rodziny. W latach 2011–2013 pełnił funkcję przewodniczącego tej rady. W latach 1986–1995 był opiekunem Krajowego Duszpasterstwa Młodzieży Harcerskiej, a w latach 1987–1990 Ruchu Światło-Życie. W 2005 był współkonsekratorem podczas sakry biskupa pomocniczego przemyskiego Mariana Rojka.

## Odznaczenia i wyróżnienia
W 2018 otrzymał złotą odznakę „Za zasługi w pracy penitencjarnej”.
Nadano mu tytuły honorowego obywatela: Oświęcimia (1995), gminy Lubień (2000), Kolbuszowej (2010), Rzeszowa (2010), gminy Nowy Żmigród (2010) i Ropczyc (2012). Przyznano mu również odznakę honorową „Zasłużony dla Województwa Podkarpackiego” (2010).
W 2020 został doktorem honoris causa Uniwersytetu Rzeszowskiego. Natomiast w 2016 otrzymał medal Bene Merenti z nadania Polskiego Towarzystwa Teologicznego.